# 뉴텍
뉴텍(NewTek, Inc.)은 미국 텍사스주 샌안토니오에 위치한 하드웨어, 소프트웨어 기업으로, 개인용 컴퓨터를 대상으로 하는 실시간 및 후반작업 동영상 도구와 이미징 소프트웨어를 개발한다. 이 기업은 미국 캔자스주 토페카에서 1985년 Tim Jenison, Paul Montgomery에 의해 설립되었다. 2019년 4월 1일, 뉴텍은 Vizrt에 온전히 인수될 것이라고 발표하였다.

## 제품
2005년, 뉴텍은 실시간 동영상 전환, 방송 그래픽스, 버추얼 세트, 특수 효과, 오디오 믹싱, 레코딩, 소셜 미디어 게시, 웹 스트리밍을 통합된 포터블, 콤팩트 어플라이언스에 병합하는 제품인 TriCaster를 선보였다. TriCaster는 DEMO@15에서 발표되었고 이후 NAB 2005에서 런칭되었다.
2004년, 뉴텍은 자사의 아미가 플랫폼 제품들 중 일부의 소스 코드를 공개하였다.
2015년, 뉴텍은 애플리케이션들과 장치들이 고품질, 낮은 레이턴시의 동영상을 기가비트 이더넷 네트워크 상에서 전송할 수 있게 하는 네트워크 디바이스 인터페이스(NDI®) 프로토콜을 발표하였다. 이 프로토콜은 2016년 초를 기점으로 공개되었다. 2017년, 멀티캐스트 지원, NDI-HX라는 이름의 고효율 모드 등의 기타 새로운 기능들을 추가한 버전 3의 프로토콜이 출시되었다.

### 제품 계열

#### 비디오 전환/비디오 믹싱
- IP Series VMC1
- TriCaster TC1
- TriCaster 미니 시리즈
- TriCaster XD400 시리즈
- TriCaster XD8000

#### 인스턴트 리플레이
- 3PLAY 3P1
- 3PLAY 4800
- 3PLAY 425

#### 방송용 스카이프
- 토크쇼(TalkShow) VS4000
- 토크쇼 VS100

#### 확장 제품
- 커넥트 NC1 IO
- 커넥트 NC1 IN
- MediaDS
- PTZ1 카메라
- 커넥트 스파크(Connect Spark)

#### 액세서리 제품
- Advanced Edition for TriCaster
- Virtual Set Editor
- Control Surfaces
- TimeWarp
- SpeedEDIT

#### NDI 애플리케이션
- NewTek NDI Connect Pro
- NDI Connect
- NewTek IsoCorder Pro
- NDI IsoCorder
- NDI Tools
- NDI Telestrator
- NDI AirSend Updater

#### 3D 그래픽스
라이트웨이브 3D

## 회사 연혁
이 기업의 최초 제품에는 1986년의 DigiView, DigiPaint가 포함되며 이 두 제품 모두 코모도어 아미가 개인용 컴퓨터를 대상으로 한다.
DigiView는 최초의 풀 컬러 비디오 디지털라이저이며 저속 주사 디지타이징 기능을 아미가 플랫폼에 추가함으로써 현대의 이미지 스캐닝 기술이 널리 이용될 수 있기 전까지는 이미지들을 낮은 가격으로 가져올 수 있게 하였다.